# Soledad Belotto
Soledad María Gudelia Belotto Alé (Asunción, Paraguay, 14 de agosto del 2003) es una futbolista profesional paraguaya. Juega como guardameta en el Juventus Women. Es internacional con la selección de Paraguay. Fue galardonada como la mejor portera 2019 en el Campeonato Paraguayo, defendiendo el arco del Club Olimpia de Paraguay.